# Museo de Artes Decorativas (Santiago de Chile)
El Museo de Artes Decorativas (MAD) está ubicado en el Centro Patrimonial Recoleta Dominica, emplazado en el terreno de la Iglesia y Convento de la Recoleta Dominica. Tiene su origen en la valiosa colección personal de Hernán Garcés Silva, la cual fue donada al Estado de Chile y que ha ido incrementándose con donaciones de empresas y particulares, llegando a poseer más de 2.500 piezas.

## Historia
Hernán Garcés Silva fue un estudioso de las Bellas Artes e hizo de su casa un museo donde guardó y conservó los objetos que fue reuniendo a lo largo de su vida y, para que este tuviera continuidad, se contactó con el Museo Histórico Nacional para legar su colección a la entonces Dirección de Bibliotecas, Archivos y Museos (DIBAM) (actual Servicio Nacional del Patrimonio Cultural).
En 1982, dos años después del fallecimiento de Garcés Silva, nace el museo en su primera ubicación en Casa Edwards Yrarrázaval, de la Avenida Libertador General Bernardo O'Higgins. Posteriormente fue trasladado a las Casas de Lo Matta, donde permaneció por diez años. Entre los años 1998 y 2004 las piezas de la colección se mantuvieron en un depósito.
El 28 de noviembre de 2005 se reinauguró, ahora con sede en el Centro Patrimonial Recoleta Dominica, en el edificio que fuera el Convento de la Recoleta Dominica, producto de un convenio entre la Orden Dominica y la DIBAM.
Sus centros de interés más importantes son la platería colonial sudamericana y europea, porcelanas y cristales de los siglos XVIII al XX, además de un variado conjunto de pintura, escultura, joyas, marfiles y objetos orientales.